# Linanthus californicus
Linanthus californicus (basioniem: Leptodactylon californicum) is een plant uit de vlambloemfamilie (Polemoniaceae). De soort is endemisch in Californië.

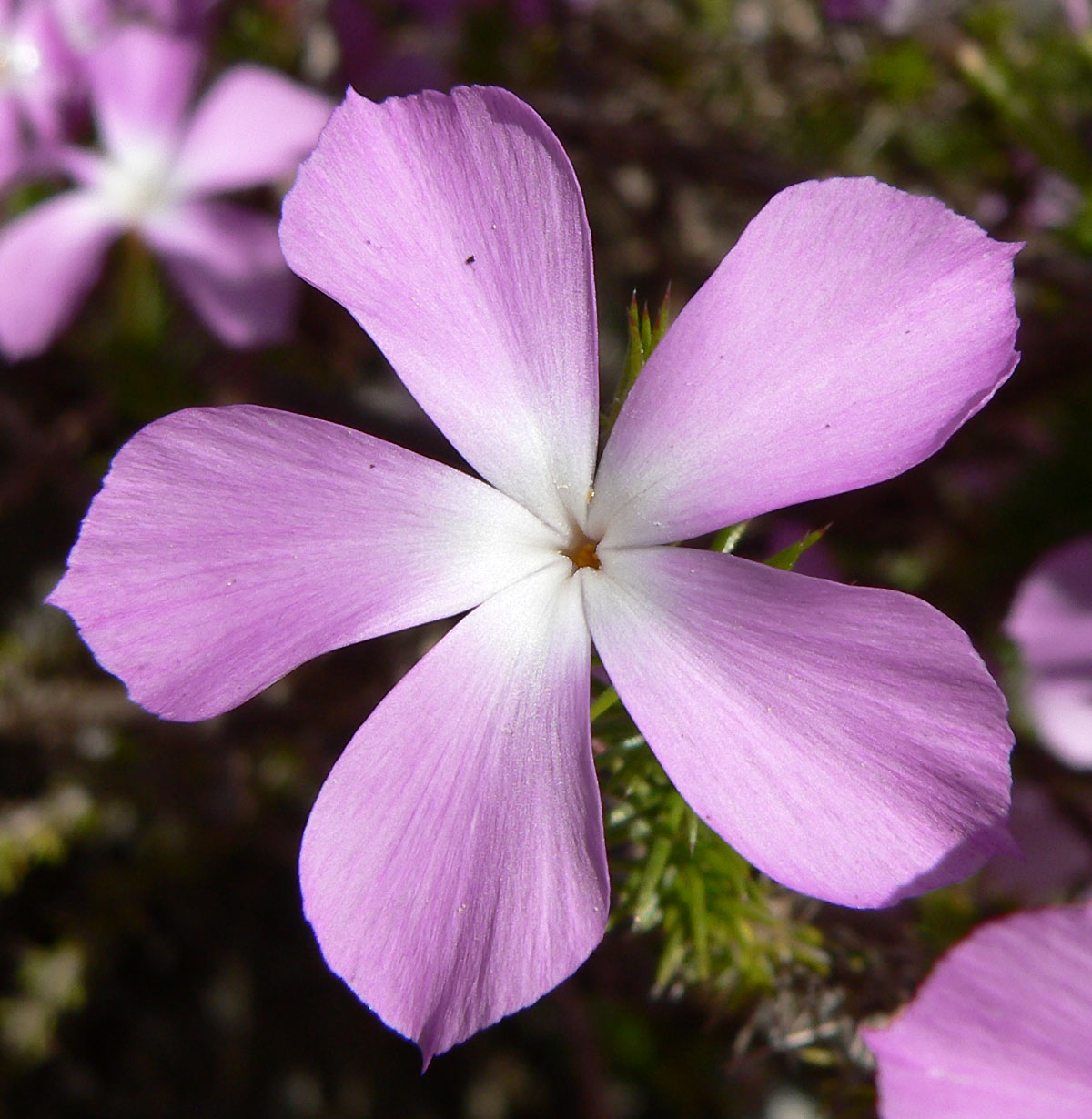
Bloem